# Datem del Marañón (província)
Datem del Marañón é uma província do Peru localizada na região de Loreto. Sua capital é a cidade de San Lorenzo.

## Distritos da província
- Barranca
- Cahuapanas
- Manseriche
- Morona
- Pastaza
- Andoas